# Poa infirma
Poa infirma es una especie de gramínea  perteneciente a la familia Poaceae.

## Descripción
Tiene tallos que alcanzan un tamaño de hasta 25 cm, erectos, estriados, glabros. Hojas con lígula de 0,5-2 (-2,5) mm, truncada; limbo de hasta 6 (-l0) cm de longitud y de 1-2,3 (-3,5) mm de anchura, plano, con haz estriado, glabro o con margen escábrido. Panícula de 1-4 cm, de contorno ovado o lanceolado, laxa, con 1-3 ramas por nudo, más o menos erecto-patentes en la antesis. Espiguillas de 2-4 mm, ovado-lanceoladas, con (1-) 2-4 flores. Glumas desiguales, con margen escarioso y nervios lisos o ligeramente escábridos; la inferior de 1-1,5 (-2) mm, ovada, uninervada; la superior de (1,2)1,5-2,2 (-3) mm, elíptica, trinervada. Lema de 1,8-2,7 mm, oblonga, con 5 nervios generalmente pelosos y margen escarioso. Pálea algo más corta que la lema. Anteras de 0,2-0,4 (-0,5) mm. Florece de febrero a mayo.

## Distribución y hábitat
Se encuentra en prados, pedregales y lugares ruderalizados. Es una especie muy abundante. Se distribuye por Inglaterra. Regiones Mediterránea. Región Irano-Turánica (sur de Rusia, Caspio, S de Anatolia y S de Irán) y Macaronésica (Madeira, Canarias).

## Taxonomía
Poa infirma fue descrita por Carl Sigismund Kunth y publicado en Nova Genera et Species Plantarum (quarto ed.) 1: 158. 1815[1816].
Etimología
Poa: nombre genérico derivado del griego poa = (hierba, sobre todo como forraje).
infirma: epíteto latino
Citología
Número de cromosomas de Poa infirma (Fam. Gramineae) y táxones infraespecíficos: 2n=14
Sinonimia
- Catabrosa thomsonii Stapf
- Colpodium thomsonii (Hook.f.) Hack.
- Eragrostis infirma (Kunth) Steud.
- Megastachya infirma (Kunth) Roem. & Schult.
- Ochlopoa infirma (Kunth) H.Scholz
- Poa annua Cham. & Schltdl.
- Poa exilis (Tomm. ex Freyn) Murb.
- Poa exilis Murb. ex Asch. & Graebn.
- Poa maroccana Nannf.
- Poa remotiflora (Batt. & Trab.) Murb.[5][6]